# 常陸小栗氏
常陸小栗氏（ひたち おぐり し）は、坂東平氏（桓武平氏）繁盛流の氏族。通常は常陸平氏大掾氏の庶家。

## 概要

### 常陸小栗御厨の小栗氏
天慶の乱で平将門が滅亡した後、将門のいとこ（諸説あり）・平貞盛は甥・維幹（繁盛の子）を養子として、常陸国を与えた。
維幹は常陸大掾に任じられ、以後子孫は大掾の職を世襲し、やがて職名が転じて家名となり、維幹の直系は大掾氏を名乗り、常陸平氏の本宗家となった。
この大掾氏から吉田氏・豊田氏・行方氏・鹿島氏・真壁氏・東条氏・下妻氏・小栗氏等々の8支族が分出するが、このうちの小栗氏は、維幹の孫である大掾重義（重幹(繁幹)の子）が常陸国に拠り創始した家柄であるとされる。
1183年に起こった志田義広（源頼朝の叔父）の挙兵事件（野木宮合戦）のとき、小栗氏は大掾氏に従って義広方に荷担している。また『寛政重修諸家譜』には、重能（＝重義）は平治合戦において討死、その子・重成は源平合戦のとき、壇ノ浦の戦いで討死したことが記されている。なお、『吾妻鏡』には1193年（建久4年）に小栗重成が重病であるとの記載があるので、壇ノ浦の戦いでは重成は戦死していなかった可能性もある。
その後の詳細は明確ではないが、重成の曾孫・重信（しげのぶ）は南方を号し、さらにその曾孫・重政（しげまさ）を祖とする河澄・厚科・大関・金尾屋の諸氏がその子孫と称した。
足利基氏の偏諱を受けた基重（もとしげ、重政の孫）の代から鎌倉公方に仕えたが、その子・満重（満弘（重弘）の弟）は1411年10月、鎌倉公方・足利持氏に叛して兵を挙げ、持氏より派遣された小山満泰（持政の父）の討伐軍の撃退に成功する。その後の上杉禅秀の乱（1416年）でも満重は上杉禅秀方に与して持氏に反抗するが、敗北して降伏。戦後、持氏に所領の大半を没収されたことで再び反乱を起こすが、1423年には持氏自ら兵を率いて反乱の鎮圧に成功し、敗れた満重は自殺した（小栗満重の乱）。なお、その本貫地である小栗御厨（現在の茨城県筑西市）は、室町幕府の御料所（直轄地）である中郡荘の隣地であり、一連の反抗は室町幕府中央の意向を受けた動きであったとする解釈もある（京都扶持衆）。
その後は満重の遺子・助重が1440年の結城合戦で武功を挙げて旧領を回復するが、享徳の乱を通じて小栗氏は劣勢に立たされ、1455年には持氏の遺児・足利成氏の攻撃を受けてついにその本貫地である小栗御厨（現在の茨城県筑西市）を失ってしまったという（なお、小栗満重の乱後、山内上杉氏の所領となり、足利成氏は小栗御厨を支配していた上杉氏を攻めたとする説もある）。没落した助重はそのまま出家して、宗湛入道と号し足利将軍家に仕えた。絵をよくし、当代の一人者と称せられた。

### 三河国の小栗氏
一族の重弘は常陸から三河に下向したとされ、その四世孫・重昌は三河国平田合戦で討死している。しかし、三河国での小栗氏の初見は、松平清康（徳川家康の祖父）が横死した森山崩れ直後に発給された、岡崎奉行人の小栗信臣である。永禄年間に小栗大六・小栗吉忠・ら小栗党が筒針城を築き、家康に属して三河一向一揆と戦う。重昌の孫・正重が徳川家康に仕え、以後子孫は旗本家として続いた。

### 越前松平氏臣　大六系小栗氏
三河小栗氏の庶子家。
小栗助重の四世孫・五郎左衛門は徳川家康に仕え、その子大六重国は、結城秀康の傅役となって豊臣秀吉の養子となった秀康に付属する。その子備後守重勝は当初、江戸で徳川秀忠に仕えていたが、父が結城で死去した後に子・吉六正重（五郎左衛門）とともに秀康に出仕する。
『結城秀康給帳』によると、
- - 小栗備後守　4,250石（内、与力知行1,250石）
  - 小栗市正　1,000石
  - 小栗忠八　1,000石
  - 小栗吉六　500石
  - 小栗木工左衛門　300石

と記され、また『源忠直公御家中給帳』には、
- - 小栗備後守　15,050石（内、与力知行3,000）
  - 小栗市正 1,000石
  - 小栗忠八 1,000石
  - 小栗五郎左衛門 500石
  - 小栗杢左衛門 300石

とあり、小栗一族は越前松平家家臣団の中核を担っていたという。
重勝・正重父子は松平忠直改易後、福井藩を致仕し、忠直の子息である松平光長の高田立藩に際し高田藩に出仕し、重勝は高田城代を務める。1万7千石を知行した正重が寛文高田地震で圧死した後は、その子美作正矩が藩の執政を務めたが、越後騒動で子・大六長治（掃部）とともに切腹し、ついに大六系小栗氏は断絶した。